# Тайное имя (роман)
«Остаться в живых. Книга 2. Тайное имя» (англ. Lost: Secret Identity) — роман 2006 года американской писательницы Кэти Хапка, второй в серии произведений, написанных по мотивам сериала «Остаться в живых».

## Сюжет
Декстер Кросс жил в Америке со своей матерью и тётей. В школе его часто обижали задиры, и, несмотря на то, что он хорошо учился, шансов на поступление в колледж практически не было — у его семьи нет денег на обучение. Но после несчастного случая в супермаркете, его тётя получает денежную компенсацию и дарит деньги племяннику на обучение. Он легко вписывается в колледж, но никому не рассказывает правду о себе — вместо этого он говорит окружающим, что из богатой семьи. В университете он знакомится с девушкой по имени Дэйзи, так и не раскрыв секрет о своей семье. Однажды он соглашается провести праздники с семьёй Дэйзи.
В последнюю ночь, Дэйзи и её брата грабят, оставив двоих без денег. В итоге, Декстер вынужден рассказать всё своей возлюбленной, что вызывает бурную реакции у девушки. В аэропорту Декс не может найти Дэйзи и решает, что обиженная она поменяла место в самолёте. Однако в этот момент появляется брат Дэйзи и говорит, что девушка не хочет его видеть, но он не знает, где его сестра. Оказавшись в воздухе, Декстер решает пройтись по салону и найти Дэйзи, но внезапно загорается табличка «пристегнуть ремни»…
Декс приходит в себя после крушения, он обезвожен, не помнит, кто он такой на самом деле, лишь последние дни в колледже. Юноша считает, что он тот — за кого себя выдавал. Странно, что Декстер видит самого себя — силуэт постоянно ускользает от мужчины вглубь острова, в джунгли. Декстер наконец догоняет «себя» и видит стоящую рядом Дэйзи, которые рассказывают юноше, кто он на самом деле. Затем Декс приходит в себя, а силуэты исчезают — на их месте оказываются Бун и Шеннон. Они отводят его к лагерю на пляже. Так один из выживших, Джордж, приносит Дексу чемодан с именем «Декстер Стаббс» — так он представился новым знакомым в университете. В итоге, Декст признаётся остальным выжившим, что его фамилия Кросс, и он выдавал себя за другого.

## Интересные факты
- В романе всего 23 главы на 168 страницах.
- На пиджаке указано имя Декстера Стерлинга (англ. Dexter Sterling). Хотя имя персонажа — Декстер Кросс (англ. Dexter Cross) / Стабб. Во французском издании эта ошибка была исправлена.
- В этой книге упоминается самое большое количество обитателей острова из основных персонажей сериала — Джанилль, Клэр, Фэйт Харрингтон, Ларри, Джоанна, Джордж, Артц, Джек, Уолт, Хёрли, Шеннон, Бун, Майкл, Скотт и Стив.

## Российское издание
В России роман был опубликован в 2006 году издательским домом «Амфора» в переводе Николая Кудрявцева.
Кроме того, в России в 2006 году выходила аудиокнига по роману в формате MP3, издатель — «Амфора-медиа». Текст читает Денис Веровой.